# Enfrentamiento entre el USS Constellation y La Vengeance
El enfrentamiento entre el USS Constellation y La Vengeance, o la acción del 1 de febrero de 1800, fue una acción de un solo barco librada entre fragatas de la Armada francesa y la Armada de los Estados Unidos durante la Cuasi-Guerra. En la batalla la fragata estadounidense USS Constellation intentó llevarse como premio a la fragata francesa La Vengeance. Ambos barcos sufrieron graves daños. Aunque la fragata francesa golpeó sus colores (se rindió) dos veces, logró huir solo después de que el mástil principal de su oponente había caído.
En 1798, una guerra no declarada había comenzado entre los Estados Unidos y Francia debido a las incautaciones francesas de comerciantes estadounidenses. Como parte de un esfuerzo estadounidense para disuadir los ataques franceses, el comodoro Thomas Truxtun dirigió un escuadrón naval estadounidense que fue enviado a las Antillas Menores. Al enterarse de que las fuerzas navales francesas regulares estaban en la región, Truxton partió en su buque insignia Constellation y navegó a Guadalupe para enfrentarse a ellos. El 1 de febrero de 1800, mientras se acercaba a la colonia francesa, Constellation se encontró con la fragata La Vengeance de la Armada francesa de François Marie Pitot. A pesar de los intentos de Pitot de huir, su fragata se vio envuelta en un fuerte enfrentamiento con Constellation. Aunque la fragata francesa golpeó sus colores dos veces, Constellation no pudo tomar La Vengeance como premio. Finalmente, Pitot pudo escapar con su fragata a Curazao, aunque solo después de sufrir graves bajas y daños en su buque. El barco de Truxtun sufrió graves daños y navegó a Jamaica para reparaciones antes de regresar a casa para recibir a un héroe.

## Antecedentes
En 1800, la Cuasi-Guerra entre los Estados Unidos y Francia estaba en plena vigencia. Para prevenir los ataques franceses contra los mercantes estadounidenses en el Caribe, la Armada de los Estados Unidos mantuvo cuatro escuadrones de buques en la región. Uno de esos escuadrones fue comandado por el comodoro Thomas Truxtun, y encargado de patrullar las Antillas Menores. Tomando el mando el 19 de enero de 1800 después de llegar a San Cristóbal en su buque insignia USS Constellation, el escuadrón de Truxtun consistía en cuatro fragatas, tres goletas y un hombre de guerra armado. Además de los numerosos corsarios que operaban en la zona, las únicas fuerzas navales regulares francesas en el área de operaciones de Truxtun eran la fragata La Vengeance bajo François Marie Pitot y la corbeta La Berceau bajo Louis Senes. Ambos buques habían llegado a Guadalupe el 10 de diciembre de 1799 escoltando a los nuevos administradores de la colonia francesa. Una vez en Saint Kitts, Truxtun dispersó su escuadrón, dando órdenes a cada barco de navegar de forma independiente. Luego zarpó hacia Guadalupe el 30 de enero de 1800 con su buque insignia Constellation, con la intención de desafiar a la fragata y corbeta francesa allí. El mismo día, Pitot en La Vengeance salió de la capital de Guadalupe, Basse-Terre, hacia Francia.
A estas alturas de la Cuasi-Guerra, el Constellation de 1265 toneladas llevaba 38 cañones a pesar de haber sido clasificado oficialmente por la Armada de los Estados Unidos como una fragata de 36 cañones. Anteriormente, su armamento había consistido en cañones de 24 libras, pero estos habían demostrado ser ineficientes durante la acción de Truxtun con L'Insurgente y como resultado fueron retirados y reemplazados por veintiocho cañones de 18 libras y diez carronadas de 24 libras. Truxtun y su tripulación eran veteranos endurecidos y estaban bien preparados para una pelea. Sus homólogos franceses no estaban tan listos para un compromiso. La fragata de Pitot transportaba una gran cantidad de especies, así como 36 prisioneros de guerra estadounidenses y 80 pasajeros, dos de los cuales eran generales. En tales circunstancias, Pitot tenía la intención de evitar un enfrentamiento si era posible, a pesar de que La Vengeance era un buque más fuertemente armado que transportaba ocho carronadas de 42 libras, veintiocho cañones de 18 libras y dieciséis cañones de 12 libras. Los franceses también tenían una clara ventaja en caso de una acción de abordaje, ya que el Constellation tenía solo 310 hombres para el complemento de 380 tripulantes de La Vengeance.

## Enfrentamiento

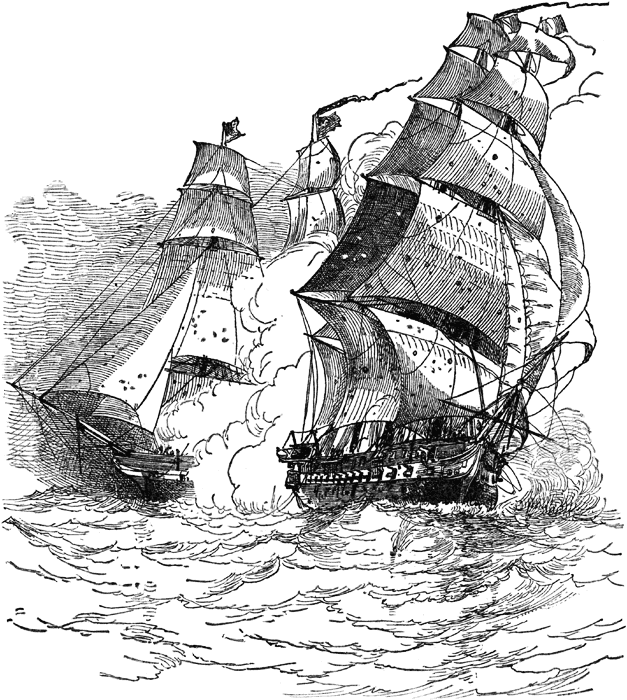
Constellation y La Vengeance participaron en combate.

El 1 de febrero de 1800 a las 07:00, la tripulación de Truxtun vio lo que parecía ser una fragata de 54 cañones volando con colores británicos a dos leguas de la rada Basse-Terre. En un esfuerzo por comunicarse con la misteriosa fragata, Constellation voló con colores británicos. Pitot había avistado el barco estadounidense a las 07:45. Pensando que el barco que lo perseguía era un buque de guerra superior de 55 cañones, trató de evitar el conflicto y continuó navegando con el viento en lugar de dirigirse hacia el norte como había previsto originalmente. En un esfuerzo por aumentar su velocidad, la tripulación de la fragata francesa sacó velas aturdidas para atrapar más viento. El comportamiento de la fragata de Pitot le indicó a Truxton que ella era realmente un buque de guerra francés, por lo que ordenó que Constellation fuera despejado para la acción y lo persiguió. A las 08:00 golpeó los colores británicos e izó la bandera estadounidense. Mientras cerraba con La Vengeance, gritó a través de un megáfono para que el buque francés se rindiera.
En este punto comenzó la acción, con los perseguidores severos de Pitot abriendo fuego sobre Constellation. En un esfuerzo por reducir la ventaja de velocidad de la fragata estadounidense, La Vengeance cambió de rumbo hacia el sureste, donde el viento le daría una ventaja. Mientras maniobraba su embarcación, Pitot pudo desatar un aparejo dirigido al aparejo de Constellation. La fragata estadounidense esperó para devolver el fuego hasta que obtuvo el medidor meteorológico. Ahora con la ventaja del viento, el doble disparo de Truxtun se estrelló contra el lado de babor del casco de La Vengeance. Navegando una al lado de la otra, las dos fragatas continuaron enfrentándose entre sí durante dos horas y media, mientras que Truxtun intentó sin éxito mover su barco a una posición de fuego de rastrillo. Como los franceses tendían a apuntar al aparejo, en un momento dado las velas delanteras de Constellation fueron disparadas y la fragata perdió su maniobrabilidad hasta que pudieron ser reemplazadas.
La Vengeance se preparó para una acción de abordaje cuando las dos fragatas se acercaron a las 22:45, pero este intento fue frustrado cuando Constellation disparó bocas de uva contra el barco de Pitot mientras los marines estadounidenses disparaban sus mosquetes y lanzaban granadas desde el aparejo. Con el despegue del barco francés, los dos buques comenzaron un duelo de tiro redondo de mayor alcance que duró hasta las 02:00 del 2 de febrero de 1800, cuando La Vengeance golpeó sus colores por segunda vez. En algún momento anterior de la acción, Pitot había golpeado su bandera, pero los estadounidenses no se dieron cuenta debido a la oscuridad. Truxtun movió a Constellation a menos de 25 yardas (23 m) de su oponente vencido con el objetivo de tomarla como premio. Las ambiciones del comodoro estadounidense se echaron a perder cuando a las 03:00 el mástil principal del Constellation cayó por la borda, matando a varios suboficiales que cayeron con él. Con los estadounidenses incapaces de acompañar a su barco, Pitot se aprovechó de la situación y simplemente se escapó en la oscuridad.

## Secuelas

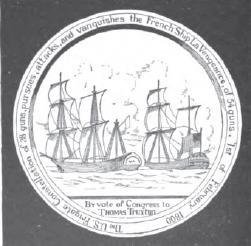
El reverso de la Medalla de Oro del Congreso de Truxtun

Las bajas fueron pesadas en ambos lados, y ambos buques estaban en tan malas condiciones que cada comandante pensó que había hundido a su oponente. La mayor parte del aparejo de La Vengeance había sido volado; solo el mástil delantero inferior, el mástil inferior y la proa estaban operativos. Pitot puso rumbo a Curazao y se vio obligado a encallar su barco allí para evitar que se hundiera. El número de bajas francesas no está claro: las cuentas oficiales francesas informan de 28 muertos y 40 heridos, mientras que los informes de Curazao afirman que la fragata francesa había perdido 160 hombres. Una vez que Pitot llegó a Curazao, se vio acosado por más problemas. La Vengeance permaneció fuera de combate durante meses debido a las dificultades para obtener el apoyo necesario para reparar la fragata de los funcionarios holandeses allí. Una expedición francesa para apoderarse de Curazao trajo el material necesario para reparar la fragata, pero cuando se le pidió que ayudara a atacar la isla, Pitot se negó y se escapó a Guadalupe.
Constellation había sufrido graves daños con 15 de sus tripulantes muertos y otros 25 heridos, de los cuales 11 murieron más tarde. El barco navegó a Port Royal, Jamaica, para un reacondicionamiento, pero Truxtun no pudo completar las reparaciones necesarias debido a la escasez de almacenes navales. El barco salió de Jamaica una semana después de su llegada, con solo su mástil principal reemplazado. Después de escoltar un convoy de 14 mercantes de regreso a los Estados Unidos, Truxtun navegó su maltrecha fragata a Hampton Roads para un reacondicionamiento adecuado. Solo después de regresar a los Estados Unidos, el comodoro estadounidense finalmente se enteró de que La Vengeance no había sido hundido. Truxton fue considerado un héroe y recibió considerables elogios por sus acciones. En respuesta a su batalla con la fragata de Pitot, el gobierno estadounidense elogió a Truxtun con una Medalla de Oro del Congreso que representa la batalla. James C. Jarvis, un guardiamarina de 13 años que murió cuando el mástil principal se derrumbó, se hizo famoso por su valentía durante la batalla.